# K jádru křesťanství
K jádru křesťanství (orig. Mere Christianity) je klasické dílo křesťanské apologetiky z pera C. S. Lewise. Kniha byla přeložena do desítek světových jazyků, česky poprvé vyšla (kvůli nemožnosti svobodně vydávat za komunistického režimu křesťanskou literaturu) až v roce 1993 v nakladatelství Návrat domů.
Obsah knihy měl původně formu rozhlasových pořadů vysílaných v letech 1941—1943 na BBC. Protože vysílání mělo fantastický úspěch, Lewis své projevy přepsal a rozšířil do knižní formy a vydal je knižně, a to nejprve jako tři knihy: Broadcast Talks („Hovory“, 1942) , Christian Behavior („Křesťanské jednání“, 1943) a Beyond Personality („Za osobností“, 1944); v roce 1952 pak již jako jednu knihu pod názvem Mere Christianity. V češtině první její část poprvé vyšla v roce 1946 v exilovém nakladatelství Londýn pod jménem Hovory.
Kniha je populární a vysoce ceněnou obhajobou a výkladem křesťanství. Lewis v ní prostě osvětluje základy křesťanské víry společné všem velkým vyznáním. Začíná argumentaci a vysvětlování u lidské přirozenosti, po ní přechází k základům křesťanské věrouky, pokračuje základními morálními otázkami a končí u složitějších teologických témat typu Nejsvětější Trojice, Vtělení, Vzkříšení.